# Starlight Stadium
Starlight Stadium – wielofunkcyjny stadion znajdujący się w Langford w Kanadzie wchodzący w skład City Centre Park służący do rozgrywania meczów rugby union, piłki nożnej i futbolu kanadyjskiego.
Plany budowy stadionu pojawiły się pod koniec 2008 roku. Pozwolenie na budowę otrzymano 20 stycznia 2009 roku, a otwarcie kosztującego 2,5 miliona CAD obiektu, ze sponsorowaną nazwą Bear Mountain Stadium, zostało zaplanowane na 23 maja tego roku. W 2012 roku stadion otrzymał nazwę Westhills Stadium. a w kwietniu 2021 roku zmieniono ją na Starlight Stadium.
Wymiary pokrytego sztuczną murawą boiska wynoszą 74 na 135 metrów, a przystosowane jest ono do wymogów rugby union, piłki nożnej i futbolu kanadyjskiego. Trybuny posiadają 1200 miejsc siedzących, w razie potrzeby pojemność stadionu może być zwiększona do 2000 osób. Obiekt posiada również loże, szatnie oraz miejsca gastronomiczne. W okolicy znajduje się około trzech tysięcy miejsc parkingowych. Plany przewidywały następnie podwojenie pojemności stadionu. W kompleksie City Centre Park znajdują się również pełnowymiarowe halowe lodowisko, drugie boisko, kręgielnia oraz hala, w której można uprawiać lacrosse czy sporty rolkarskie i wrotkarskie.
Był jednym z domowych stadionów zespołu BC Bears w rozgrywkach Canadian Rugby Championship edycji 2012 i 2013. Czterokrotnie gościł zawody Americas Rugby Championship (2012, 2013, 2014 i 2016), odbywały się na nim także mecze reprezentacji U-20, a także żeńskiej. Rozgrywano na nim także wchodzące w skład World Rugby Women’s Sevens Series żeńskie turnieje rugby siedmioosobowego Canada Women’s Sevens. Rugby Canada stworzył w kompleksie krajowy ośrodek szkolenia.
Obiekt używany jest także przez zespoły futbolowe Victoria Spartans i Victoria Rebels oraz piłki nożnej Juan de Fuca i Victoria Highlanders.